# Kaple svaté Bernadetty (Paříž)
Kaple svaté Bernadetty (fr. Chapelle Sainte-Bernadette) je katolická kaple v 16. obvodu v Paříži, na Rue d'Auteuil č. 4. Kaple je zasvěcená svaté Bernadettě Soubirousové.

## Historie
Na tomto místě měl dům „lékař chudých“ Pierre Chardon. Jeho syn Pierre-Alfred se zde narodil v roce 1807. Se svou ženou Amélie Lagache otevřeli v sousedství domov důchodců, jedná se o současnou ulici Rue Chardon-Lagache, pojmenovanou na jejich počest, stejně jako zdejší nemocnice.
Architektem kaple byl Paul Hulot (1876-1959). Základní kámen byl položen v roce 1936 a kaple byla vysvěcena v listopadu 1937. 

## Architektura
Kaple má fasádu z cihel a betonovou konstrukci.
Loď připomíná trup lodi převrácené vzhůru. Interiéru dominuje bílá barva zdí a okrové cihly, které pokrývají arkády oddělující boční lodě. Ve spodní části kůru je instalována freska v kombinaci s mozaikou vyrobené sklárnou Mauméjean. Zobrazuje Zjevení Panny Marie v Lurdech Bernadettě Soubirousové. Panna Marie je zobrazena v reliéfu a elektrické osvětlení může rozsvítit hvězdy její aureoly.
Téměř všechny vitráže, barevné skleněné ozdoby a skleněné desky jsou také dílem sklárny Mauméjean. Jejich výroba je založena na technice vyvinuté v roce 1929, která se hojně používala ve 30. letech 20. století. Sklář Jacques Le Chevallier vyrobil v roce 1952 velkou vitráž (střešní světlík) představující Nanebevzetí Panny Marie, obklopenou litaniemi v latině, kde převládá modrá barva.
Ke kapli umístěné dál od silnice se schází po schodišti. V roce 1953 architekt Raymond Busse připojil k budově novou stavbu – fasádu se zvonicí, která je v úrovni okolní zástavby.